# Dracula erythrochaete
Dracula erythrochaete é uma espécie de orquídea epífita de crescimento cespitoso cujo gênero é proximamente relacionado às Masdevallia, parte da tribo Pleurothallidinae. Esta espécie é originária da Costa Rica e oeste do Panamá, onde habita florestas úmidas e nebulosas das montanhas.
Espécie bastante variável, faz parte de um complexo junto com as Dracula astuta, Dracula pusilla e Dracula ripleyana.